# Rosa 'Summer Song'
'Summer Song' ('Austango' es el nombre del obtentor registrado), es un cultivar de rosa que fue conseguido en Reino Unido en 2005 por el rosalista británico David Austin.

## Descripción
'Summer Song' es una rosa moderna cultivar del grupo « English Rose Collection ».
El cultivar procede del cruce de planta de semillero x planta de semillero.
Las formas arbustivas del cultivar tienen porte erguido que alcanza más de 120 cm de alto con 90 cm de ancho. Las hojas son de color verde oscuro semi brillantes de tamaño medio, follaje coriáceo.
Sus delicadas flores de color de mezcla de naranjas. Fragancia fuerte, frutal, o la fragancia del híbrido de té. El diámetro medio de 3,75". Flores grandes, muy completas (41 + pétalos), forma de la flor pasada de moda racimo de flores, en pequeños grupos.
Florece de una forma prolífica, floración en oleadas a lo largo de la temporada.

## Origen
El cultivar fue desarrollado en Reino Unido por el prolífico rosalista británico David Austin en 2005. 'Summer Song' es una rosa híbrida con ascendentes parentales de cruce de planta de semillero x planta de semillero.
El obtentor fue registrado bajo el nombre cultivar de 'Austango' por David Austin en 2005 y se le dio el nombre comercial de exhibición 'Summer Song'™.
También se le reconoce por el sinónimo de 'Austango'.
- La rosa fue creada antes de 2005 e introducida en el Reino Unido por David Austin Roses Limited (UK) en 2005 como 'Summer Song'.[1]
- La rosa 'Summer Song' fue introducida en Estados Unidos con la patente "United States - Patent No: PP 17,553  on  3 Apr 2007/Application  on  31 Oct 2005".[1]
- La rosa 'Summer Song' fue introducida en Australia con la patente "Australia - Application No: 2007/098  on  2007".[1]
- La rosa 'Summer Song' fue introducida en Nueva Zelanda con la patente "New Zealand - Patent No: 2908  on  2 Jun 2010/Application No: ROS937".[1]

## Cultivo
Aunque las plantas están generalmente libres de enfermedades, es posible que sufran de punto negro en climas más húmedos o en situaciones donde la circulación de aire es limitada. Se desarrollan mejor a pleno sol. En América del Norte son capaces de ser cultivadas en USDA Hardiness Zones 6b a 9b. La resistencia y la popularidad de la variedad han visto generalizado su uso en cultivos en todo el mundo.
Puede ser utilizado para las flores cortadas, jardín. Vigorosa. En la poda de Primavera es conveniente retirar las cañas viejas y madera muerta o enferma y recortar cañas que se cruzan. En climas más cálidos, recortar las cañas que quedan en alrededor de un tercio. En las zonas más frías, probablemente hay que podar un poco más que eso. Requiere protección contra la congelación de las heladas invernales.